# Årstaviken

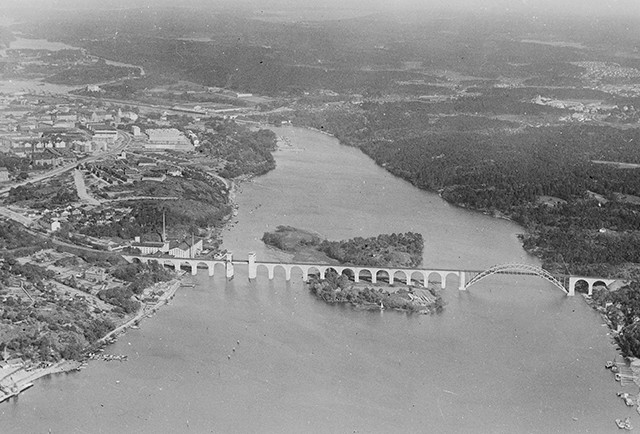
Årstaviken och Årstabron, 1930-tal.

Årstaviken är en vik i den östligaste delen av Mälaren i Stockholm, inom stadsdelarna Södermalm, Liljeholmen och Årsta. 

## Beskrivning
Årstaviken börjar i öst vid Hammarbyslussen och slutar i väst vid Marievik och Liljeholmsbron där den övergår i Liljeholmsviken. Som mest är den 625 meter bred, mellan Tantolunden och Sjövikskajen. Viken är 109 hektar, medeldjupet är 5,9 meter och största djup är 9,8 meter. En promenad runt viken är cirka 7,5 kilometer lång.
Längs södra Årstaviken breder Årsta skog ut sig, längs norra stranden finns (från öst) Eriksdalsbadet, Eriksdalslunden, Södersjukhuset och Tantolunden. Mitt i Årstaviken ligger Årsta holmar, tre sammanvuxna öar. Över viken och Årsta Holmar spänner Årstabroarna, två järnvägsbroar byggda 1929 och 2005. I och med anläggandet av Hammarbyleden 1929 blev Årstaviken en del av den nya vattenvägen mellan Mälaren och Östersjön.
Årstaviken tjänade som huvudvattentäkt för Stockholms dricksvatten mellan åren 1861 och 1923 (se Skanstullsverket). Därefter flyttades vattentäkterna längre bort från själva stan, och förlades till Norsborg och senare även till Lovön.

## Nutida bilder

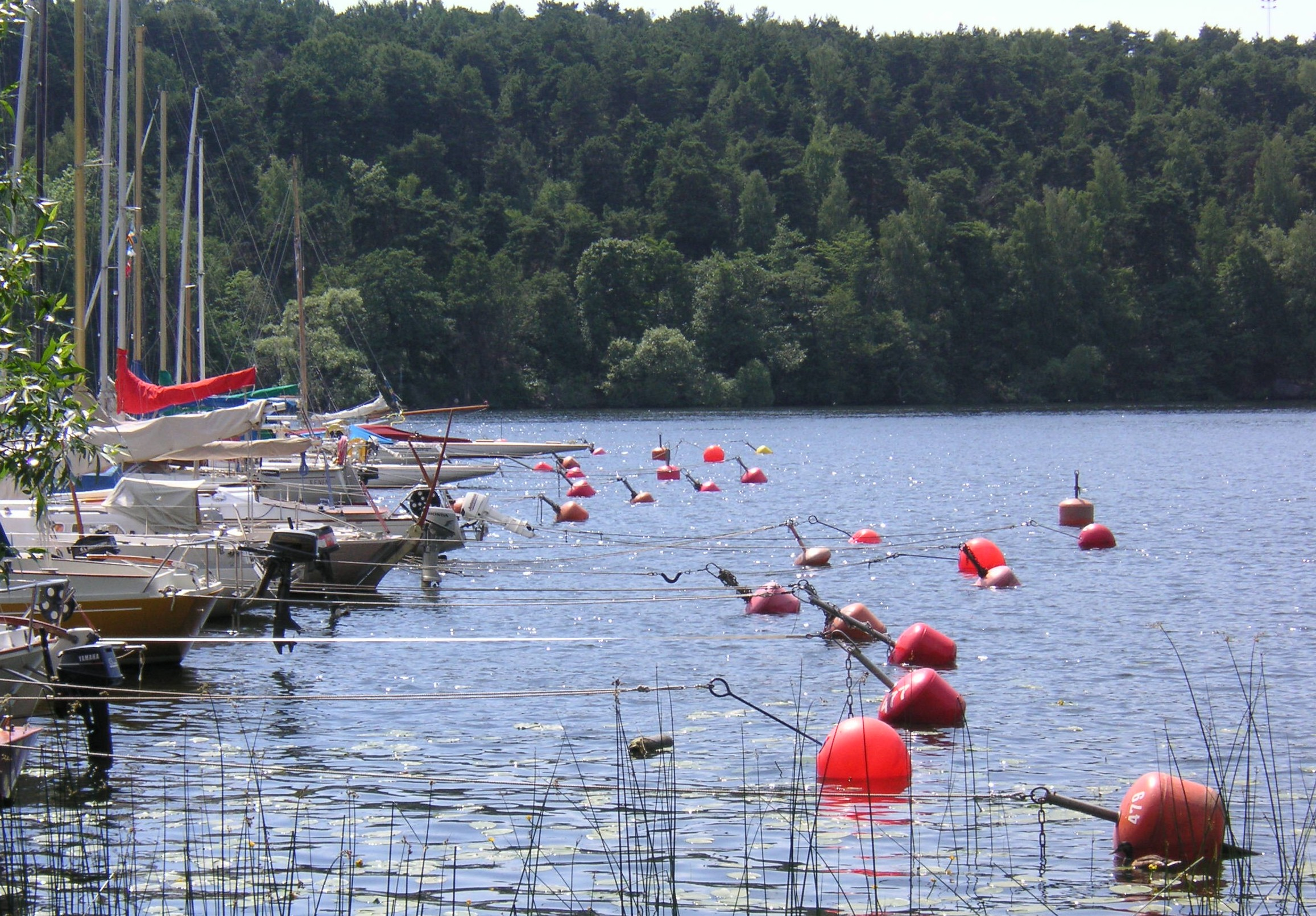
Vy mot Årstaskogen
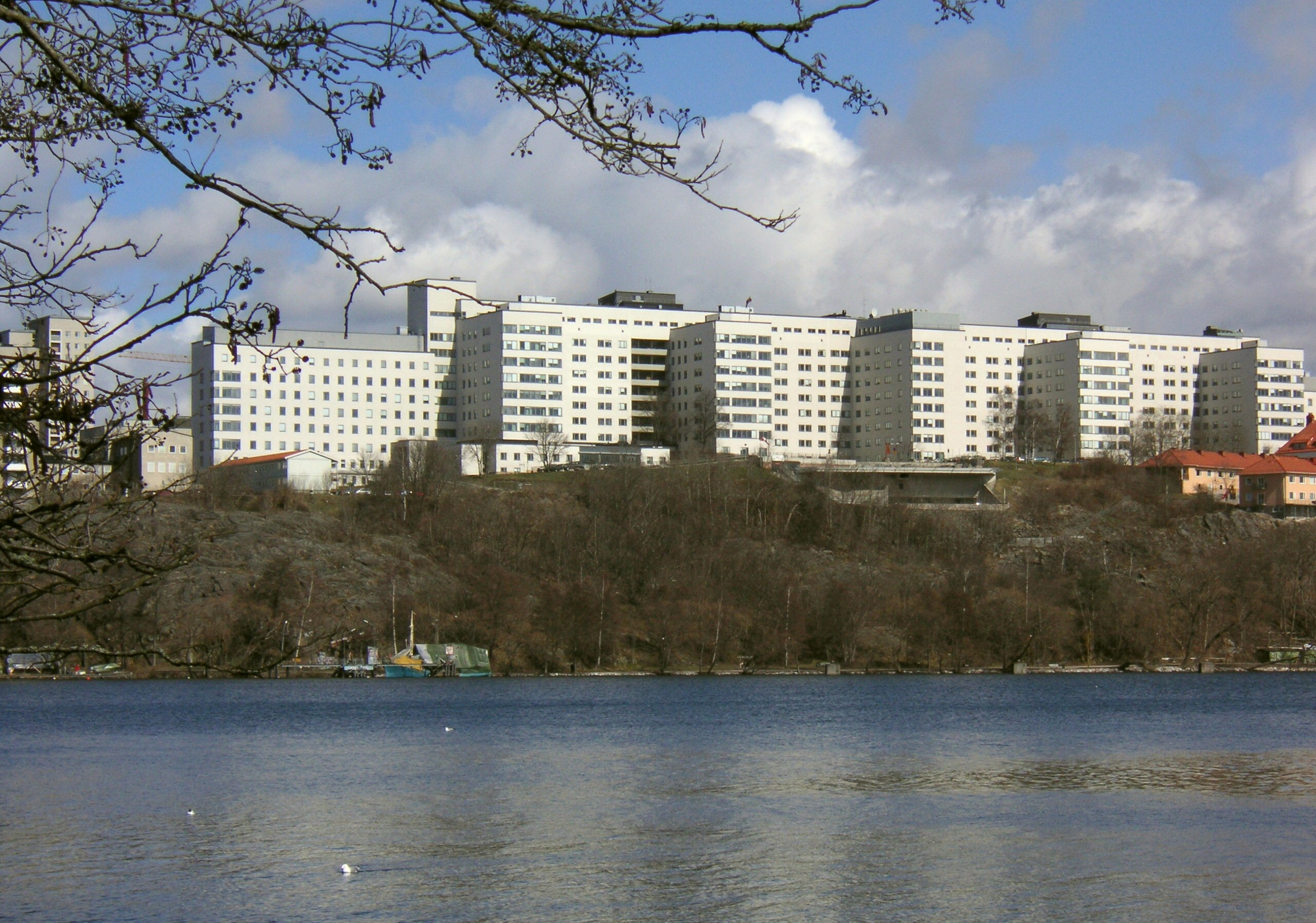
Vy mot Södersjukhuset
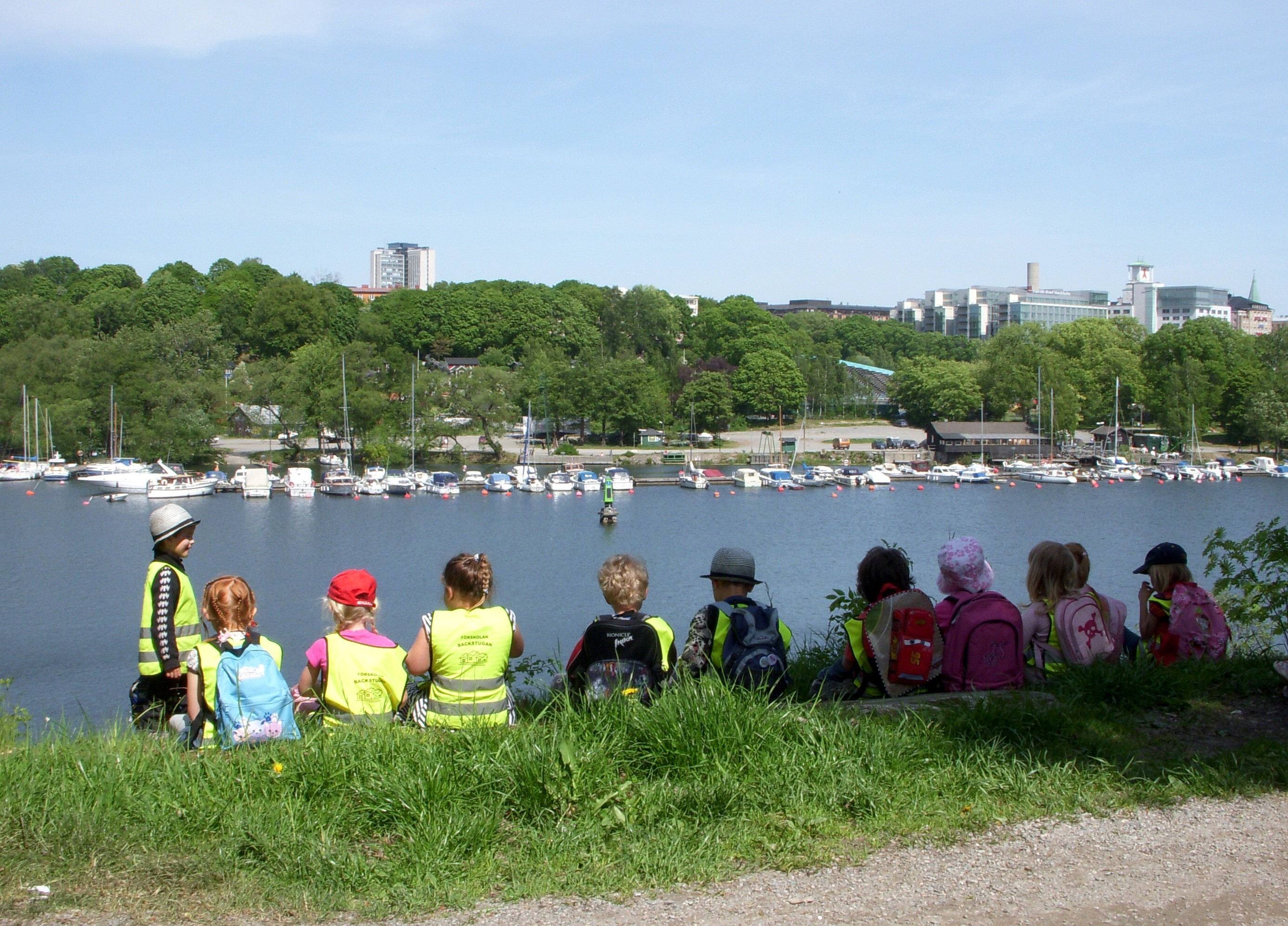
Paus vid Årstavikens södra sida
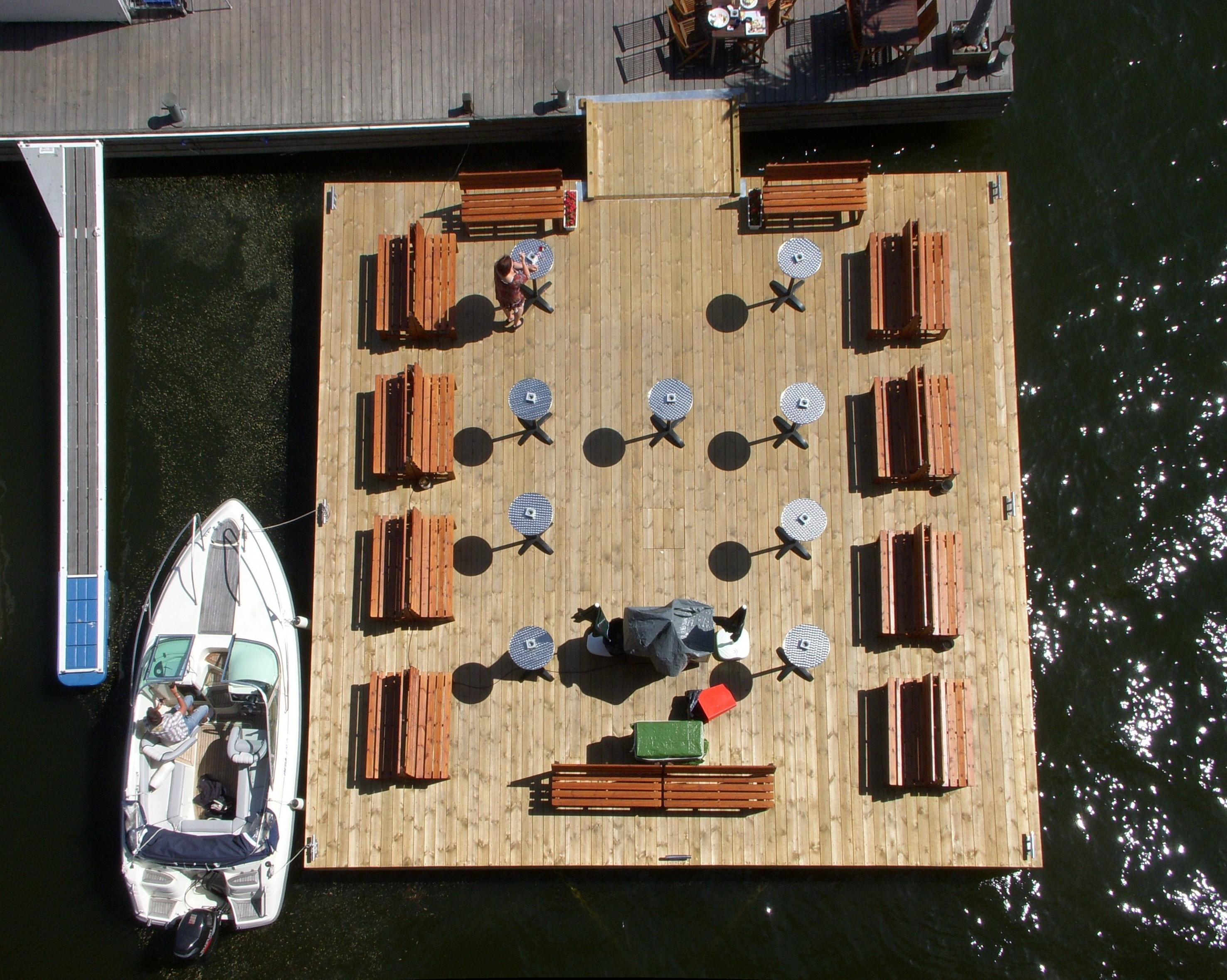
Vy från Liljeholmsbron
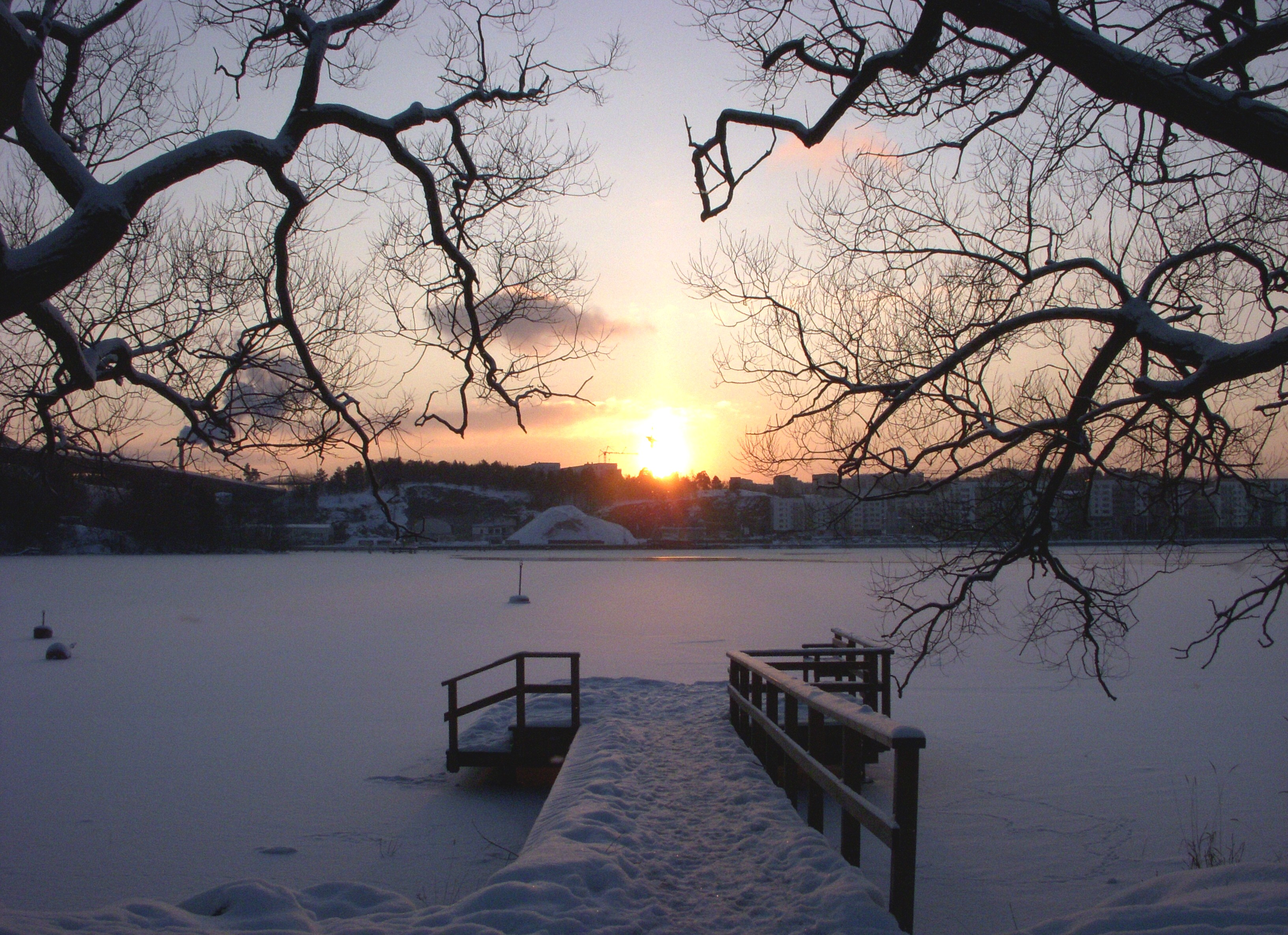
Vy mot Årstadalshamnen